# Fluorid rutheničitý
Fluorid rutheničitý je anorganická sloučenina s chemickým vzorcem RuF4.

## Příprava
Fluorid rutheničitý byl poprvé připraven v roce 1963 Hollowayem a Peacockem, kteří získali žlutou pevnou látku redukcí fluoridu rutheničného jodem, přičemž jako rozpouštědlo byl použit fluorid jodičný:
10 RuF5 + I2 → 10 RuF4 + 2 IF5
Následné studie ukázaly, že takto připravený fluorid rutheničitý nebyl čistý. Čistá sloučenina byla poprvé připravena roku 1992 reakcí hexafluororutheničnanu draselného s fluoridem arseničným při 20 °C v kapalném fluorovodíku, bez přístupu vzduchu a vody. Tato syntéza využívá velmi vysoké Lewisovy kyselosti AsF5 a tím schopnosti přijímat fluoridové ionty:
K2RuF6 + 2 AsF5 → RuF4 + 2 KAsF6

## Vlastnosti
Fluorid rutheničitý je v pevném stavu polymerní s trojrozměrnou strukturou vlnitých vrstev obsahujících oktaedry RuF6 spojené fluoridovými můstky. Krystalická struktura je podobná struktuře fluoridu vanadičitého a je jednoklonná s prostorovou grupou P21/n s mřížkovými parametry a = 560.7 pm, b = 494.6 pm, a c =514.3 pm, β = 121.27°.
Fluorid rutheničitý je extrémně reaktivní sloučenina, které při styku s vlhkostí tmavne a prudce reaguje s vodou za vzniku oxidu rutheničitého. Fluorid rutheničitý může být skladován ve skleněných nádobách, avšak ne při teplotách nad 280 °C.